# A legnagyobb példányszámban eladott kislemezek

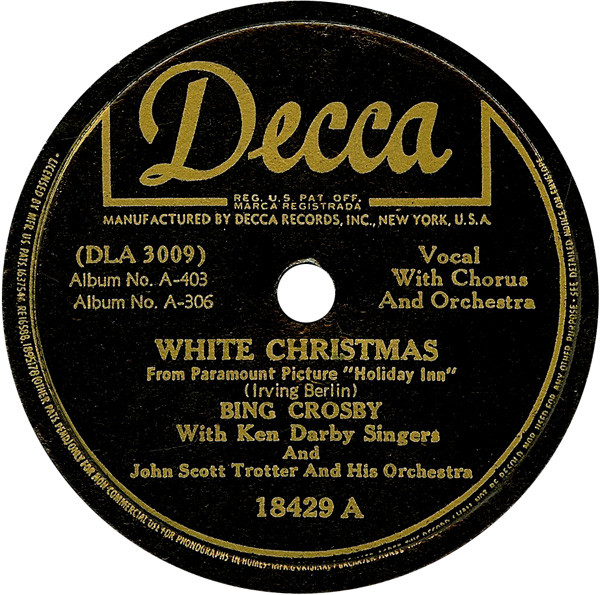
1942-es 10 hüvelykes 78 rpm-es kiadása Bing Crosby White Christmas című kislemezének.

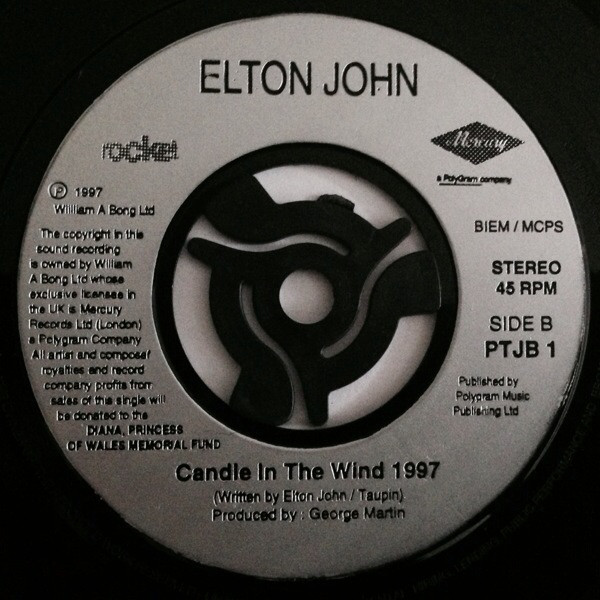
1997-es 7 hüvelykes 45 rpm-es kiadású Candle in the Wind 1997/Something About the Way You Look Tonight, Elton John dupla A-oldalas kislemeze.

Ez a legnagyobb példányszámban eladott zenei kislemezek gyűjteménye. A listára való felvétel kritériuma, hogy legalább tízmillió példányt adtak el belőle világszerte. Az itt felsorolt kislemezeket különböző médiumok, például digitális cikkek, újságok, magazinok és könyvek megbízható forrásai közölték.
A Guinness Világrekordok Könyve szerint Irving Berlin White Christmas (1942) című dala (Bing Crosby előadásában) a világ legkelendőbb kislemeze, becslések szerint több mint 50 millió példánnyal. A dal, amelyet „minden idők legkelendőbb kislemezeként” tartanak számon, még a pop/rock kislemezek korszaka előtt jelent meg, és „a világ legkelendőbb kislemezeként szerepelt a Guinness Rekordok első (1955-ben kiadott) könyvében, és – figyelemre méltó módon – több mint 50 évvel később is megtartotta ezt a címet”. A Guinness Világrekordok Könyve szerint a Candle in the Wind 1997/Something About the Way You Look Tonight (1997) című, Elton John által készített dupla A oldalas jótékonysági kislemez (amelyet az eredeti, 1973-as változatban Marilyn Monroe helyett Diana walesi hercegné tiszteletére írtak át) „a legnagyobb példányszámban eladott kislemez az Egyesült Királyság és az Egyesült Államok kislemezlistáinak 1950-es évekbeli kezdete óta, 33 millió eladott példányszámmal világszerte”. Ezzel minden idők második legnagyobb példányszámban eladott fizikai kislemeze.
Az oldalon két külön lista szerepel, amelyek egyrészt a fizikai kislemezekre (főként CD és bakelit kislemezek), másrészt a digitális kislemezekre (digitálisan letöltött dalok, amelyek először a 2000-es évek elején váltak elérhetővé) vonatkoznak.

## Legnagyobb példányszámban eladott fizikai kislemezek

### 15+ millió fizikai példány
| Előadó                               | Kislemez                                                           | Megjelenés | Eladás (millió) | Forrás            |
| ------------------------------------ | ------------------------------------------------------------------ | ---------- | --------------- | ----------------- |
| Bing Crosby                          | White Christmas                                                    | 1942       | 50              | [ 1 ]             |
| Elton John                           | Something About the Way You Look Tonight / Candle in the Wind 1997 | 1997       | 33              | [ 1 ]             |
| Tino Rossi                           | Petit Papa Noël                                                    | 1946       | 30              | [ 2 ]             |
| Mungo Jerry                          | In the Summertime                                                  | 1970       | 30              | [ 3 ] [ 4 ] [ 5 ] |
| Bill Haley & His Comets              | Rock Around the Clock                                              | 1954       | 25              | [ 6 ]             |
| Whitney Houston                      | I Will Always Love You                                             | 1992       | 20              | [ 7 ]             |
| Elvis Presley                        | It’s Now or Never                                                  | 1960       | 20              | [ 8 ] [ 9 ]       |
| USA for Africa                       | We Are the World                                                   | 1985       | 20              | [ 10 ]            |
| The Ink Spots                        | If I Didn’t Care                                                   | 1939       | 19              | [ 11 ]            |
| Celine Dion                          | My Heart Will Go On                                                | 1997       | 18              | [ 12 ]            |
| Baccara                              | Yes Sir, I Can Boogie                                              | 1977       | 16              | [ 13 ]            |
| Mariah Carey                         | All I Want for Christmas Is You                                    | 1994       | 16              | [ 14 ]            |
| Bryan Adams                          | (Everything I Do) I Do It for You                                  | 1991       | 15              | [ 15 ]            |
| John Travolta and Olivia Newton-John | You’re the One That I Want                                         | 1978       | 15              | [ 16 ]            |

### 10–14,9 millió fizikai példány
| Előadó                             | Kislemez                       | Megjelenés | Eladás (millió) | Forrás               |
| ---------------------------------- | ------------------------------ | ---------- | --------------- | -------------------- |
| The Andrews Sisters                | Bei Mir Bist Du Schön          | 1937       | 14              | [ 17 ]               |
| Scorpions                          | Wind of Change                 | 1991       | 14              | [ 18 ]               |
| Prince Nico Mbarga                 | Sweet Mother                   | 1976       | 13              | [ 19 ]               |
| Kyu Sakamoto                       | Sukiyaki                       | 1963       | 13              | [ 20 ]               |
| Gene Autry                         | Rudolph the Red-Nosed Reindeer | 1949       | 12,5            | [ 21 ]               |
| The Beatles                        | I Want to Hold Your Hand       | 1963       | 12              | [ 8 ]                |
| Andrea Bocelli and Sarah Brightman | Time to Say Goodbye            | 1996       | 12              | [ 22 ]               |
| Village People                     | Y.M.C.A.                       | 1978       | 12              | [ 23 ]               |
| Band Aid                           | Do They Know It’s Christmas?   | 1984       | 11,7            | [ 24 ]               |
| Cher                               | Believe                        | 1998       | 11              | [ 25 ] [ 26 ]        |
| Carl Douglas                       | Kung Fu Fighting               | 1974       | 11              | [ 27 ] [ 28 ]        |
| George McCrae                      | Rock Your Baby                 | 1974       | 11              | [ 8 ]                |
| Mills Brothers                     | Paper Doll                     | 1943       | 11              | [ 8 ]                |
| Roger Whittaker                    | The Last Farewell              | 1975       | 11              | [ 29 ]               |
| Bing Crosby                        | Silent Night                   | 1935       | 10              | [ 30 ]               |
| ABBA                               | Fernando                       | 1976       | 10              | [ 31 ]               |
| Roy Acuff                          | Wabash Cannonball              | 1942       | 10              | [ 8 ]                |
| Paul Anka                          | Diana                          | 1957       | 10              | [ 32 ] [ 33 ]        |
| Toni Braxton                       | Un-Break My Heart              | 1996       | 10              | [ 34 ]               |
| George Harrison                    | My Sweet Lord                  | 1970       | 10              | [ 35 ]               |
| Los del Río                        | Macarena                       | 1995       | 10              | [ 36 ]               |
| Middle of the Road                 | Chirpy Chirpy Cheep Cheep      | 1971       | 10              | [ 8 ]                |
| The Monkees                        | I’m a Believer                 | 1966       | 10              | [ 8 ] [ 37 ]         |
| Panjabi MC                         | Mundian To Bach Ke             | 1998       | 10              | [ 38 ]               |
| Patti Page                         | Tennessee Waltz                | 1950       | 10              | [ 39 ] [ 40 ] [ 41 ] |
| The Penguins                       | Earth Angel                    | 1954       | 10              | [ 42 ]               |
| Elvis Presley                      | Hound Dog                      | 1956       | 10              | [ 43 ]               |
| Procol Harum                       | A Whiter Shade of Pale         | 1967       | 10              | [ 8 ]                |
| Britney Spears                     | ...Baby One More Time          | 1998       | 10              | [ 44 ]               |
| The Knack                          | My Sharona                     | 1979       | 10              | [ 45 ] [ 46 ]        |

## Legnagyobb példányszámban eladott digitális kislemezek

### 15+ millió digitális példány
| Előadó                              | Kislemez                 | Megjelenés | Eladás (millió) | Forrás               |
| ----------------------------------- | ------------------------ | ---------- | --------------- | -------------------- |
| Xiao Zhan                           | Spotlight (光点)         | 2020       | 54,12           | [ 47 ]               |
| Ed Sheeran                          | Shape of You             | 2017       | 41,5            | [ 48 ] [ 49 ]        |
| Luis Fonsi featuring Daddy Yankee   | Despacito                | 2017       | 36,1            | [ 48 ] [ 49 ]        |
| Rihanna featuring Drake             | Work                     | 2016       | 32,5            | [ 50 ]               |
| The Chainsmokers and Coldplay       | Something Just Like This | 2017       | 21,5            | [ 48 ] [ 49 ]        |
| Ed Sheeran                          | Perfect                  | 2017       | 21,4            | [ 48 ] [ 49 ]        |
| Wiz Khalifa featuring Charlie Puth  | See You Again            | 2015       | 20,9            | [ 51 ]               |
| The Chainsmokers featuring Halsey   | Closer                   | 2016       | 20,7            | [ 48 ] [ 52 ]        |
| Adele                               | Rolling in the Deep      | 2011       | 20,6            | [ 53 ] [ 54 ] [ 55 ] |
| Mark Ronson featuring Bruno Mars    | Uptown Funk              | 2015       | 20              | [ 51 ]               |
| Billie Eilish                       | Bad Guy                  | 2019       | 19,5            | [ 56 ]               |
| Ed Sheeran                          | Thinking Out Loud        | 2015       | 19,5            | [ 51 ]               |
| Camila Cabello featuring Young Thug | Havana                   | 2017       | 19              | [ 48 ] [ 49 ]        |
| Lil Nas X                           | Old Town Road            | 2018       | 18,4            | [ 56 ]               |
| Carly Rae Jepsen                    | Call Me Maybe            | 2011       | 18              | [ 57 ]               |
| Taylor Swift                        | Love Story               | 2008       | 18              | [ 58 ]               |
| Adele                               | Someone Like You         | 2011       | 17              | [ 59 ]               |
| Rihanna                             | Needed Me                | 2016       | 17              | [ 50 ]               |
| Shawn Mendes and Camila Cabello     | Señorita                 | 2019       | 16,1            | [ 56 ]               |
| Imagine Dragons                     | Believer                 | 2017       | 15,4            | [ 60 ] [ 61 ]        |
| Drake                               | God’s Plan               | 2018       | 15,3            | [ 49 ]               |
| Rihanna                             | Love on the Brain        | 2016       | 15              | [ 50 ]               |

### 10–14,99 millió digitális példány
| Előadó                                   | Kislemez                         | Megjelenés | Eladás (millió) | Forrás                      |
| ---------------------------------------- | -------------------------------- | ---------- | --------------- | --------------------------- |
| Robin Thicke featuring T.I. and Pharrell | Blurred Lines                    | 2013       | 14,8            | [ 62 ]                      |
| Maroon 5 featuring Christina Aguilera    | Moves Like Jagger                | 2011       | 14,4            | [ 63 ]                      |
| Kesha                                    | Tik Tok                          | 2009       | 14              | [ 64 ]                      |
| Lady Gaga                                | Poker Face                       | 2008       | 14              | [ 65 ]                      |
| Pharrell Williams                        | Happy                            | 2013       | 13,9            | [ 66 ]                      |
| Psy                                      | Gangnam Style                    | 2012       | 13,5            | [ 67 ] [ 68 ]               |
| Maroon 5                                 | Sugar                            | 2015       | 13,5            | [ 51 ]                      |
| Post Malone and Swae Lee                 | Sunflower                        | 2018       | 13,4            | [ 56 ]                      |
| Macklemore and Ryan Lewis featuring Wanz | Thrift Shop                      | 2012       | 13,4            | [ 62 ]                      |
| Ariana Grande                            | 7 Rings                          | 2019       | 13,3            | [ 56 ]                      |
| Katy Perry featuring Juicy J             | Dark Horse                       | 2013       | 13,2            | [ 66 ]                      |
| Major Lazer & DJ Snake featuring MØ      | Lean On                          | 2015       | 13,1            | [ 51 ]                      |
| Gotye featuring Kimbra                   | Somebody That I Used to Know     | 2011       | 13              | [ 69 ]                      |
| Ellie Goulding                           | Love Me like You Do              | 2015       | 12,6            | [ 51 ]                      |
| Drake featuring Wizkid and Kyla          | One Dance                        | 2016       | 12,5            | [ 52 ]                      |
| Bruno Mars                               | Just the Way You Are             | 2010       | 12,5            | [ 70 ]                      |
| Adele                                    | Hello                            | 2015       | 12,3            | [ 51 ]                      |
| John Legend                              | All of Me                        | 2013       | 12,3            | [ 66 ]                      |
| Jason Mraz                               | I’m Yours                        | 2008       | 12,2            | [ 71 ] [ 72 ] [ 73 ] [ 74 ] |
| Flo Rida featuring Kesha                 | Right Round                      | 2009       | 12              | [ 75 ]                      |
| Flo Rida featuring T-Pain                | Low                              | 2007       | 12              | [ 76 ]                      |
| Lady Gaga                                | Bad Romance                      | 2009       | 12              | [ 77 ]                      |
| Maroon 5 featuring Cardi B               | Girls Like You                   | 2018       | 11,9            | [ 49 ]                      |
| Justin Bieber                            | Love Yourself                    | 2015       | 11,7            | [ 52 ]                      |
| Tones and I                              | Dance Monkey                     | 2019       | 11,4            | [ 56 ]                      |
| Avicii featuring Aloe Blacc              | Wake Me Up                       | 2013       | 11,1            | [ 62 ]                      |
| Sia featuring Sean Paul                  | Cheap Thrills                    | 2016       | 11,1            | [ 52 ]                      |
| Meghan Trainor                           | All About That Bass              | 2014       | 11              | [ 66 ]                      |
| Tia Ray                                  | Be Apart                         | 2018       | 10,9            | [ 49 ]                      |
| Idina Menzel                             | Let It Go                        | 2013       | 10,9            | [ 66 ]                      |
| Justin Bieber                            | Sorry                            | 2015       | 10,8            | [ 52 ]                      |
| Lukas Graham                             | 7 Years                          | 2015       | 10,4            | [ 52 ]                      |
| Ed Sheeran and Justin Bieber             | I Don’t Care                     | 2019       | 10,3            | [ 56 ]                      |
| Lady Gaga and Bradley Cooper             | Shallow                          | 2018       | 10,2            | [ 56 ]                      |
| The Chainsmokers featuring Daya          | Don’t Let Me Down                | 2016       | 10,2            | [ 52 ]                      |
| Lorde                                    | Royals                           | 2013       | 10              | [ 78 ]                      |
| Bruno Mars                               | Grenade                          | 2010       | 10,2            | [ 70 ]                      |
| Mike Posner                              | I Took a Pill in Ibiza           | 2015       | 10              | [ 52 ]                      |
| Shakira featuring Freshlyground          | Waka Waka (This Time for Africa) | 2010       | 10              | [ 79 ]                      |
| Shakira featuring Wyclef Jean            | Hips Don’t Lie                   | 2006       | 10              | [ 80 ]                      |
| Lady Gaga featuring Colby O'Donis        | Just Dance                       | 2008       | 10              | [ 81 ]                      |

## Lásd még
- A legnagyobb példányszámban eladott albumok
- A legsikeresebb zenei előadók listája

### Bibliográfia
- Jancik, Wayne. The Billboard Book of One-Hit Wonders. Billboard Books (1998). ISBN 0-8230-7622-9
- Encyclopedia of Popular Music, 4th, Oxford University Press (2006). ISBN 0-19-531373-9
- Murrells, Joseph. The Book of Golden Discs, 2nd, illustrated, Barrie & Jenkins (1978). ISBN 0-214-20480-4